# Acanthoderes affinis
Acanthoderes affinis är en skalbaggsart som först beskrevs av Thomson 1865.  Acanthoderes affinis ingår i släktet Acanthoderes och familjen långhorningar. Inga underarter finns listade i Catalogue of Life.